# 希瓦汗国
希瓦汗国（波斯語：خانات خیوه）， 為16世纪至1920年存在于中亚地区的封建国家。由于其领土位于古代花剌子模王朝的疆域内，因此也称花剌子模汗国。

## 地理位置
希瓦汗国位于阿姆河下游，咸海南岸的花剌子模绿洲，首都初在乌尔根奇，后因阿姆河改道，于1619迁至希瓦。居民以乌兹别克人为主，此外还有土库曼人、卡拉卡尔帕克人、哈萨克人、波斯人(多数是奴隶)。经济以农业和畜牧业为主。人口在50万至70万之间。

## 历史

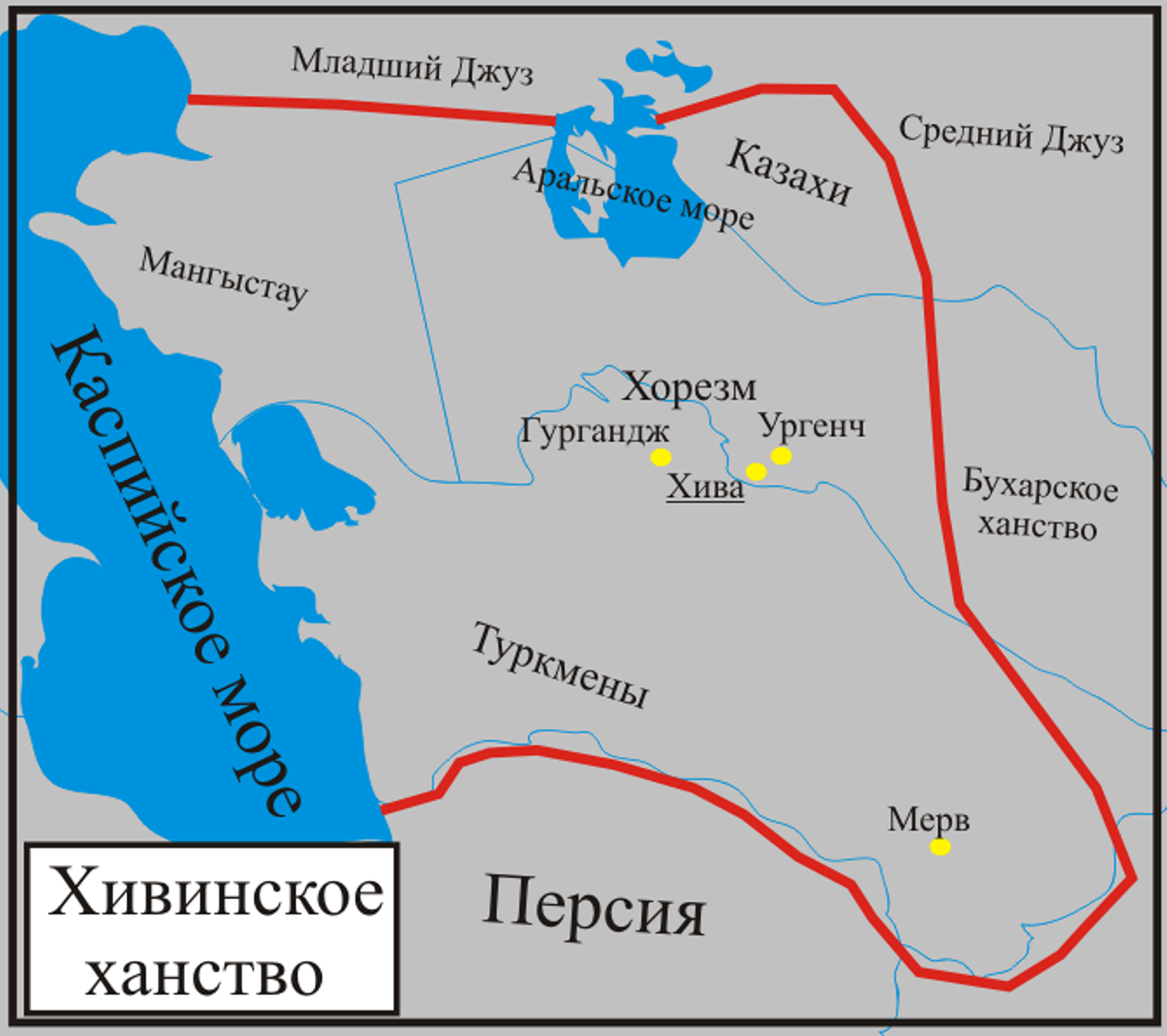
1700年的希瓦汗国

1900年的希瓦汗国

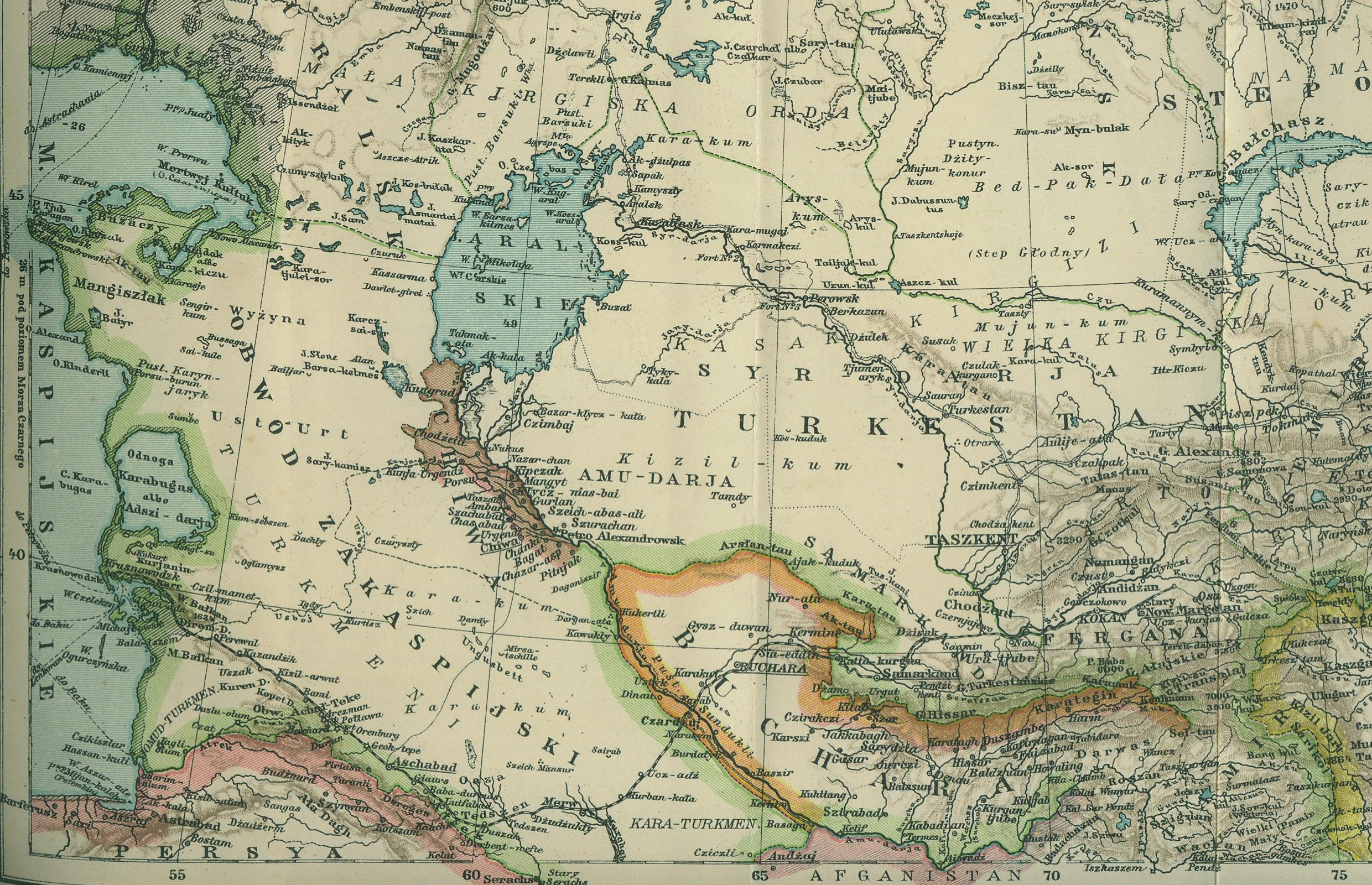
1903年的希瓦汗国

希瓦汗国所在的地区古代为花剌子模的领土，后花剌子模先后被蒙古帝国、察合台汗国、伊儿汗国与金帐汗国、帖木尔帝国和萨非王朝征服。1512年花剌子模绿洲遜尼派居民发动起义，摆脱萨非王朝什葉派统治，拥立乌兹别克汗国王族伊勒巴斯为汗，建立独立的国家，即希瓦汗国。1537年和1597年曾两度被邻国布哈拉汗国占领。17世纪至19世纪早期，希瓦汗国多次陷入内乱，导致经济和文化衰落。17世纪受土尔扈特攻击，18世紀受波斯阿夫沙尔王朝的納迪爾沙阿的入侵。18世紀後，汗位由弘吉剌部把持。传统上必须是由成吉思汗的后裔出任汗王，这样的汗王毫无实权，即位后的一段时间内就可能被废黜，然后其他的后裔来继续充任汗王。 1804年，弘吉剌部出身的宰相艾勒塔扎尔篡位，建立了弘吉剌王朝。相对于之前的王朝，这个王朝的汗权加强了许多。
1873年，希瓦汗国被俄罗斯帝国打败，成为其附庸国。1920年苏俄红军攻入希瓦汗国，推翻阿布德·阿拉汗的统治，希瓦汗国灭亡。苏俄随后在其领土上建立花剌子模苏维埃人民共和国，1924年花剌子模苏维埃人民共和国解散，其领土并入乌兹别克和土库曼两个加盟共和国。

## 希瓦汗国可汗列表
- 伊勒巴斯（1512 - 1525年在位）

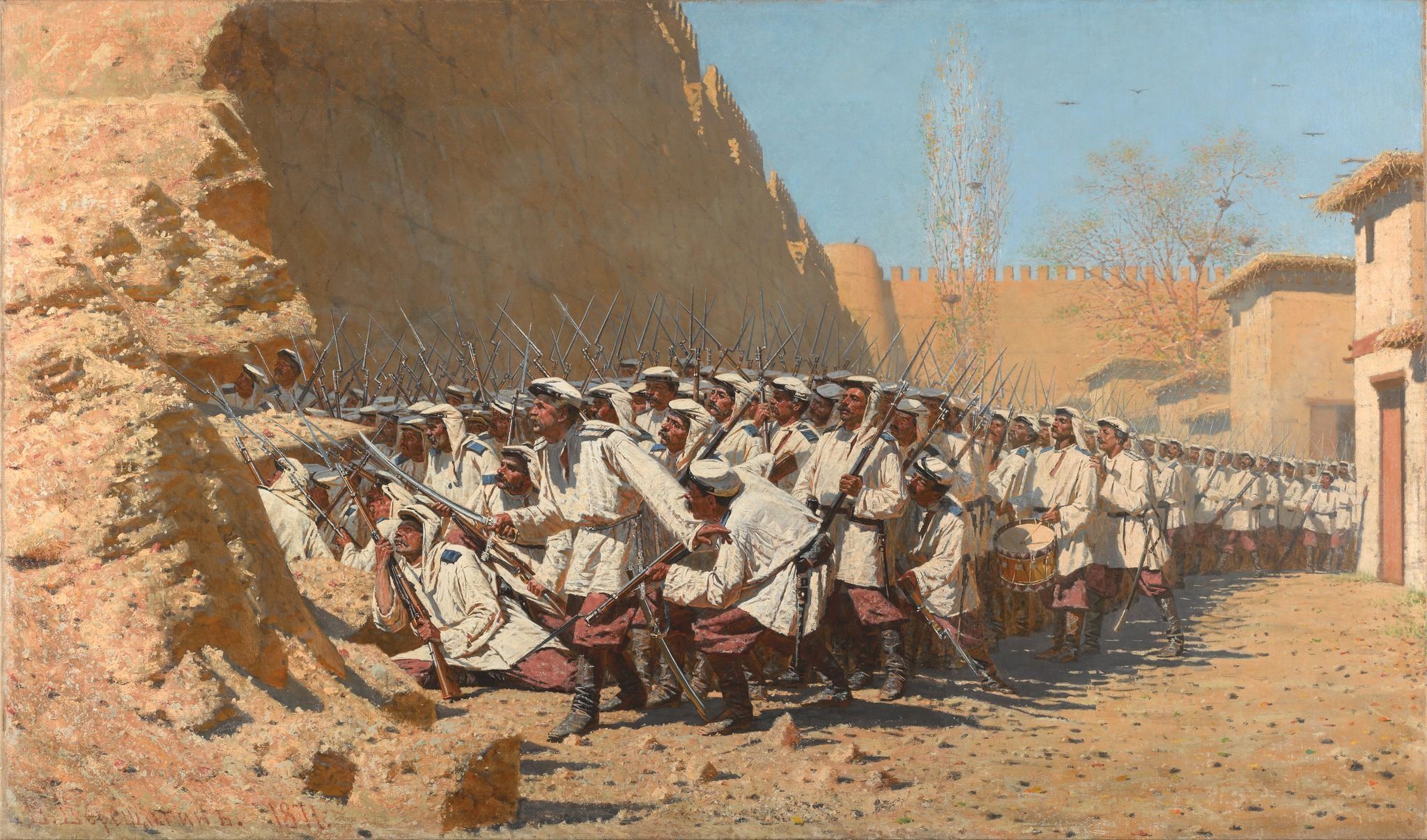
1873年的俄攻希瓦汗戰役

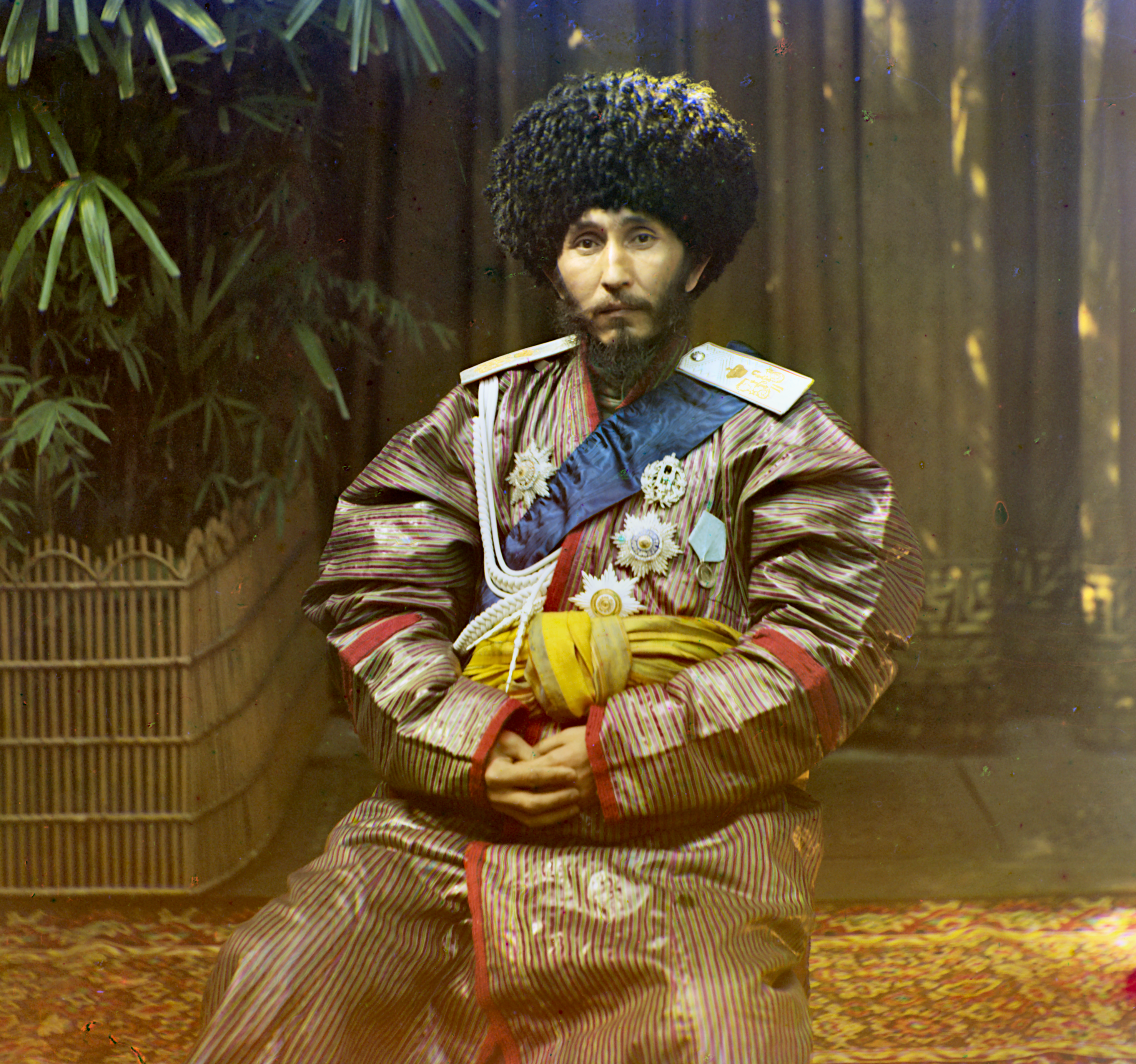
斯凡迪亚·朱尔吉·巴哈杜尔汗

- 哈吉·穆罕默德（1558 - 1602年在位）
- 阿拉卜·穆罕默德 （1603－1623年在位）
- 阿布哈齐（1643 - 1665年在位）
- 伊沙克·阿卡·沙·尼优兹汗(Ishaq Aqa Shah Niyoz Khan) (1688 - 1702年在位)
- 阿拉卜·穆罕默德二世(`Arab Muhammad Khan II) (1702 - 1704年在位)
- 赛义德·阿利姆汗(Seyid Alim Khan) (1704 - 1706年在位)
- 穆萨汗(Musa Khan) (1706 - 1708年在位)
- 雅迪格爾汗(Yadgar Khan) (1708 - 1714年在位)
- 阿兰克汗(Arank Khan) (1714 - 1715年在位)
- 谢尔汗(Sher Khan) (1715 - 1732年在位)
- 伊勒巴斯二世(Ilbars Khan) (1732 - 1741年在位)
- 阿布·穆罕默德(`Abu Muhammad) (1741 - 1742年在位)
- 阿布尔·加齐汗(Abu´l Ghazi Khan) (1742 - 1747年在位)
- 加伊普汗(Gha´ip Khan) (1747 - 1750年在位)
- `Abd Allah Qarabay Khan (1750 - 1753年在位)
- 苏丹·帖木尔·加齐汗(Sultan Timur Ghazi Khan) (1753 - 1764年在位)
- 加伊普汗(Gha´ip Khan ibn Gha´ip Khan) (1764 - 1791年在位)
- Abu´l Ghazi Khan ibn Gha´ip Khan (1791 - 1804年在位)
- Iltazar Inaq Khan ibn Iwaz Inaq Biy (1804 - 1806年在位)(他之後汗國由弘吉剌控制)
- Abu´l Ghazi Khan ibn Gha´ip Khan (1806年在位)
- Muhammad Rahim Bahadur Khan (1806 - 1825年在位)
- Allah Quli Bahadur Khan (1825 - 1842年在位)
- Muhammad Rahim Quli Khan (1842 - 1846年在位)
- 阿布.加齊.穆罕默德.阿明.巴阿禿兒汗 (1846 - 1855年在位)
- Abd Allah Khan (1855年在位)
- Qutlugh Muhammad Murad Bahadur Khan (1855 - 1856年在位)
- 马赫穆德汗(Mahmud Khan) (1856年在位)
- 穆罕默德汗(Muhammad Khan) (1856 - 1864年在位)
- 穆罕默德·拉希姆·巴哈杜尔汗(Muhammad Rahim Bahadur Khan) (10 Sep 1864 - Aug/Sep 1910年在位)
- 阿斯凡迪亚尔汗 (Isfandiyar Jurji Bahadur Khan) (Sep 1910 - 1 Oct 1918年在位)
- 賽義德·阿卜杜拉  (Oct 1918 - 1 Feb 1920年在位)